# بني حسان
- بني حســان إحدى مدن الجمهورية التونسية، تقع في ولاية المنستــير.

## التعريف
- البلد: تونس
- الولاية: المنستير
- المعتمدية: بني حسان
- رئيس البلدية: محمد بلحاج إبراهيم
- عدد السكان(2010): 16.350 ساكن [2]
- الرمز البريدي: 5014
- مدينة من الساحل التونسي جنوب غرب مدينة المنستير.
- تنتمي إلى ولاية المنستير ويقدّر عدد سكّان المعتمدية بـ16.350 نسمة (سنة 2010).
- يقوم اقتصاد المدينة على مصانع النسيج وجني الزيتون حيث تكثر معاصر الزيتون فيها.
- يقام المهرجان الثقافي مهرجان سيدي سالم كل صيف بالمعهد المحلي للمدينة.

## بني حسان في محيطها الحضري
| المسافة بالكم | بني حسان | جمال | زرمدين | قصر هلال | المنستير | سوسة | المهدية |
| ------------- | -------- | ---- | ------ | -------- | -------- | ---- | ------- |
| بني حسان      | 0        | 7    | 7      | 12       | 24       | 33   | 23      |
| جمال          | 7        | 0    | 5      | 12       | 17       | 26   | 30      |
| زرمدين        | 7        | 5    | 0      | 17       | 22       | 31   | 30      |
| قصر هلال      | 12       | 12   | 17     | 0        | 12       | 27   | 15      |
| المنستير      | 24       | 17   | 22     | 12       | 0        | 20   | 26      |
| سوسة          | 33       | 26   | 31     | 27       | 20       | 0    | 58      |
| المهدية       | 23       | 30   | 30     | 15       | 26       | 58   | 0       |

## المدارس ومراكز الرياضة في بني حسان

مدخل المعهد الثانوي بني حسان

- تحوي بني حسان 2 مدارس إبتدائية (2 مارس وفرحات حشاد) ومدرسة إعدادية ومعهد ثانوي.

هناك أيضا ملعبرياضي واحد يقع على طريـق المهــدية يلعب فيه فريق المدينة لكرة القدم البرق الرياضي ببني حسان.

## ثقافة
- مهرجان سيدي سالم

## أعلام
- زياد بوغطاس
- غازي عبد الرزاق

## مواضيع ذات علاقة
- مدينة جمّال
- مدينة قصر هلال
- ولاية المنستير
- البرق الرياضي ببني حسان